# 競賽圖
在圖論中，競賽圖（英語：tournament）是一種有向圖，其任意兩點之間都恰好有一條有向邊，且方向為兩者之中擇一。換句話說，競賽圖是一個無向完全圖的定向。（然而作為有向圖，競賽圖並非「完全」有向圖，因為完全有向圖的任意兩點之間會有兩條方向相反的邊。）競賽圖也可以被視為一種完全非對稱關係。
「競賽圖」這個名稱源於將其解讀為循環賽的結果。在循環賽中，每位選手都會與其他所有選手恰好對戰一次。在競賽圖中，頂點代表了參賽的選手，而選手之間的邊則從勝者指向敗者。
競賽圖的許多重要性質，最初是由 H. G. Landau 於 1953 年深入研究，目的是為了模擬雞群中的優勢關係。此外，競賽圖在投票理論中也受到廣泛研究，因為它們可以表示選民對多個候選人偏好資訊的不完全性，並且在孔多塞投票法的定義中佔有核心地位。
如果每位選手擊敗相同數量的其他選手（即入度與出度相等，入度 - 出度 = 0），則稱該競賽圖為正則競賽圖（regular tournament）。